# 싸이언 뉴 초콜릿
싸이언 뉴 초콜릿(CYON New Chocolate)는 LG전자가 2009년 9월 29일에 출시한 피처폰이다. 현존하는 피처폰 중 4인치로 화면이 가장 크다는 것이 특징이다.

## 세부 모델
세부 모델 및 각 모델별 차이는 아래와 같다.
| 모델명    | 통신 방식    | 통신사     |
| --------- | ------------ | ---------- |
| LG-SU630  | HSDPA        | SK텔레콤   |
| LG-KU6300 | HSDPA        | KT         |
| LG-LU6300 | EV-DO Rev. A | LG유플러스 |

## 같이 보기
- LG 뉴 초콜릿
- Chocolate Love